# テムニク (ジョチ・ウルス)
テムニク（ロシア語: Темник）はジョチ・ウルスの軍事階級の一種に対する、ルーシ側の呼称である。
テムニクは1万人からなる軍隊を指揮する、ハーン直属の官職であった。テムニクの地位に就いた人物の中にはノガイ、ママイなど、歴史上重要な役割を担った人物もあった。
英語においては「general / ジェネラル」、「emir / エミール」（「アラビア語: أمير / アミール」の英語表記）と訳されることもある。ロシア語のテムニクは1万を意味する古語の「Тьма / ティマ」に由来する。